# Вајанданч (Њујорк)
Вајанданч (енгл. Wyandanch) насељено је место без административног статуса у америчкој савезној држави Њујорк.

## Демографија
По попису из 2010. године број становника је 11.647, што је 1.101 (10,4%) становника више него 2000. године.
| Група             | 2000.         | 2010.         |
| Белци             | 409 (3,9%)    | 579 (5,0%)    |
| Афроамериканци    | 8.196 (77,7%) | 7.566 (65,0%) |
| Азијати           | 60 (0,6%)     | 138 (1,2%)    |
| Хиспаноамериканци | 1.724 (16,3%) | 3.286 (28,2%) |
| Укупно            | 10.546        | 11.647        |